# Irvin Kershner
Isadore Kershner, dit Irvin Kershner, né le 29 avril 1923 à Philadelphie (Pennsylvanie) et mort le 27 novembre 2010 à Los Angeles (Californie), est un cinéaste américain. Il est surtout connu pour avoir réalisé L'Empire contre-attaque pour George Lucas.

## Biographie
Irvin Kershner étudie la photographie au Art Center College of Design de Pasadena avant de l'enseigner lui-même à l'École des arts cinématographiques de l'université du Sud de la Californie.
Il réalise ensuite quelques documentaires en Iran, en Grèce et en Turquie pour le compte du service d'information américain, puis développe la série télévisée Confidential File.
En 1958, il met en scène son premier long métrage, le film policier Stakeout on Dope Street. Suivront ensuite The Luck of Ginger Coffey (1964) avec Robert Shaw, L'Homme à la tête fêlée (1966) avec Sean Connery, Loving (1970) avec George Segal, Up the Sandbox (1972) avec Barbra Streisand.
En 1974, il dirige deux des acteurs de M*A*S*H, Elliott Gould et Donald Sutherland, dans la comédie Les 'S' Pions. Il acquiert de la notoriété surtout au cours des années 1970 avec le western La Revanche d'un homme nommé cheval (1976), avec Richard Harris, et le thriller Les Yeux de Laura Mars (1979).
Ancien professeur de George Lucas à l'université du Sud de la Californie, Irvin Kershner se voit proposer la réalisation de L'Empire contre-attaque, épisode V de la saga Star Wars. Kershner commence par refuser, intimidé à l'idée de faire la suite de La Guerre des étoiles, mais son agent le persuade d'accepter. Malgré un tournage difficile, qui entraîne des dépassements de planning et de budget, le film est un énorme succès et est régulièrement considéré comme le meilleur épisode de la saga.
Kershner réalise ensuite un James Bond « non officiel », Jamais plus jamais (1983), qui marque le retour de Sean Connery dans la peau de l'agent 007.
En 1988, il s'essaie au métier d'acteur dans La Dernière Tentation du Christ de Martin Scorsese.
En 1989, il réalise RoboCop 2, sur un script de Frank Miller.
En 2007, il est président du jury long métrage au festival Fantastic'Arts de Gérardmer.
Le 27 novembre 2010, il meurt à l'âge de 87 ans alors qu'il luttait contre un cancer du poumon depuis trois ans et demi.

## Filmographie

### Réalisateur
- 1958 : La Rue aux stupéfiants (en) (Stakeout on Dope Street)
- 1959 : Les Jeunes Otages (en) (The Young Captives)
- 1961 : Le Mal de vivre (Hoodlum Priest)
- 1963 : Face in the Rain (en)
- 1964 : The Luck of Ginger Coffey (en)
- 1966 : L'Homme à la tête fêlée (A Fine Madness)
- 1967 : Une sacrée fripouille (The Flim-Flam Man)
- 1970 : Loving
- 1972 : Up the Sandbox (en)
- 1974 : Les 'S' Pions (S*P*Y*S)
- 1976 : La Revanche d'un homme nommé Cheval (The Return of a Man Called Horse)
- 1978 : Les Yeux de Laura Mars (Eyes of Laura Mars)
- 1980 : L'Empire contre-attaque (The Empire Strikes Back)
- 1983 : Jamais plus jamais (Never Say Never Again)
- 1990 : RoboCop 2 (Robocop 2)

### Télévision
- 1958 : Now is Tomorrow (téléfilm)
- 1959-1961 : The Rebel (en) (série télévisée)
- 1961 : Les barons de la pègre (en) (Cain's Hundred) (série télévisée)
- 1961 : Ben Casey (série télévisée)
- 1962-1963 : Naked City (série télévisée)
- 1963 : Haute Tension (Kraft Suspense Theatre) (série télévisée)
- 1976 : Raid sur Entebbe (Raid on Entebe) (téléfilm)
- 1986 : Histoires fantastiques (Amazing Stories) (série télévisée)
- 1989 : Traveling Man (en) (téléfilm)
- 1993 : SeaQuest, police des mers (seaQuest DSV) (série télévisée)

### Acteur
- 1988 : La Dernière Tentation du Christ de Martin Scorsese : Zebedee
- 1994 : Terrain miné (On Deadly Ground) de Steven Seagal : Walters
- 1995 : Angus de Patrick Read Johnson (en) : M. Stoff
- 2003 : Manhood (en) de Bobby Roth : Un gentleman
- 2005 : Berkeley (en) de Bobby Roth : Le professeur de statistiques

### Producteur
- 1988 : Wildfire (en) de Zalman King
- 1996 : Américain impekable (American Perfekt) de Paul Chart

## Distinctions

### Récompenses
- Festival de Cannes 1961 : OCIC Award pour Le mal de vivre IMDb.com
- Saturn Awards 1981 : Meilleur réalisateur pour Star Wars, épisode V : L'Empire contre-attaque
- Festival International du film de Fort Lauderdale 2002 : Prix du président
- Saturn Awards 2010 : Life career award pour l'ensemble de sa carrière

### Nomination
- Emmy Awards 1977 : Meilleur réalisateur d'un programme de télévision - catégorie drame ou comédie pour Raid sur Entebbe